# Palinurus

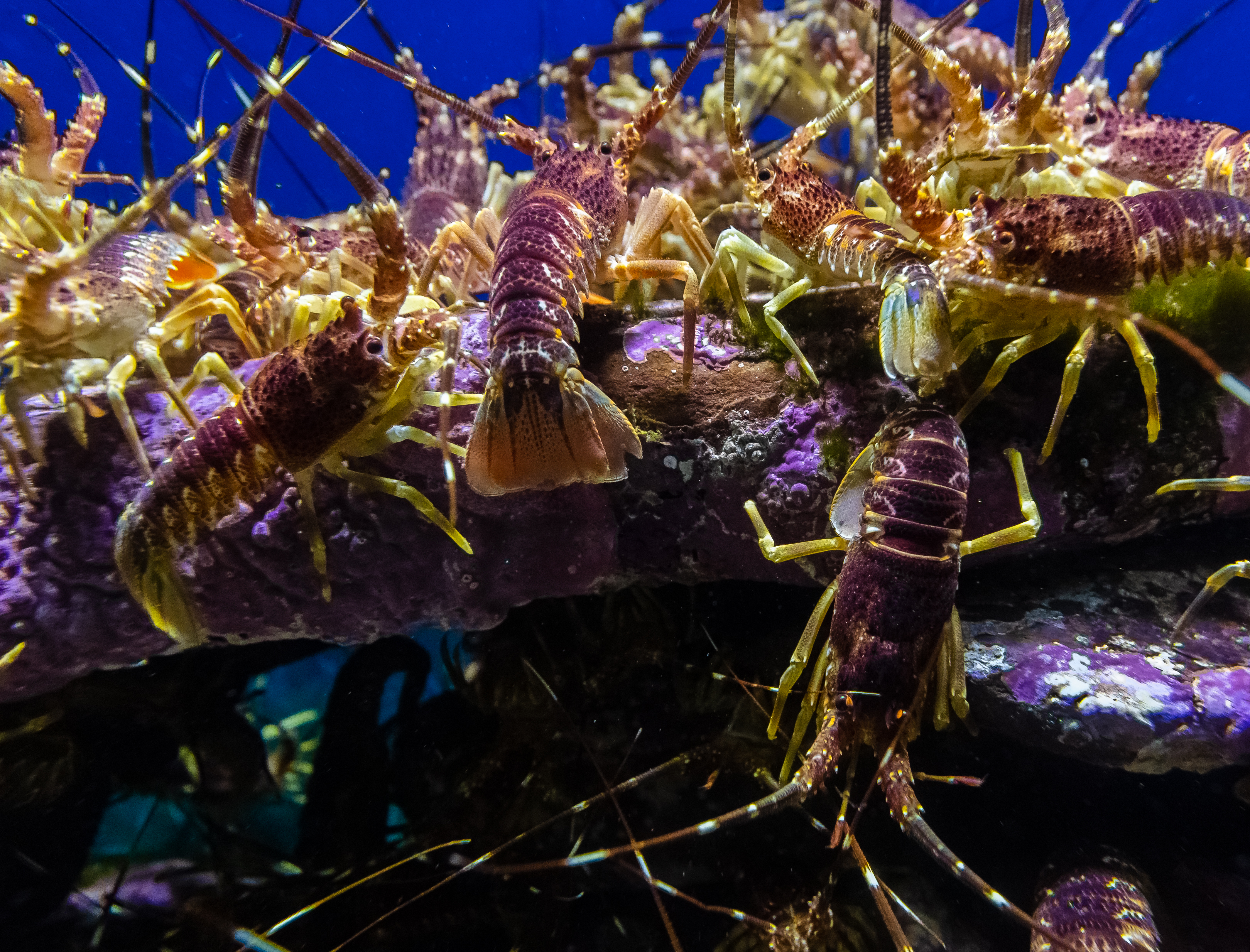
Ejemplares Palinurus gilchristi, Aquarium de Ciudad del Cabo.

Palinurus es un género de crustáceos decápodos de la familia Palinuridae.

## Especies
Se reconocen las siguientes especies:
- Palinurus barbarae
- Palinurus charlestoni
- Palinurus delagoae
- Palinurus elephas
- Palinurus gilchristi
- Palinurus homarus
- Palinurus mauritanicus
- Palinurus vulgaris
- Palinurus argus

## Taxonomía
Palinurus: Proviene del Griego antiguo παλίν "atrás, hacia atrás" + οὐρά "cola". 